# Fagina
La fagina o gorjablanc (Martes foina) és un mamífer de la família dels mustèlids i l'espècie més comuna del gènere dels marts a l'Europa central, també dita gat fagí a la Catalunya del Nord, o mart d'Eivissa a les Balears.

## Morfologia

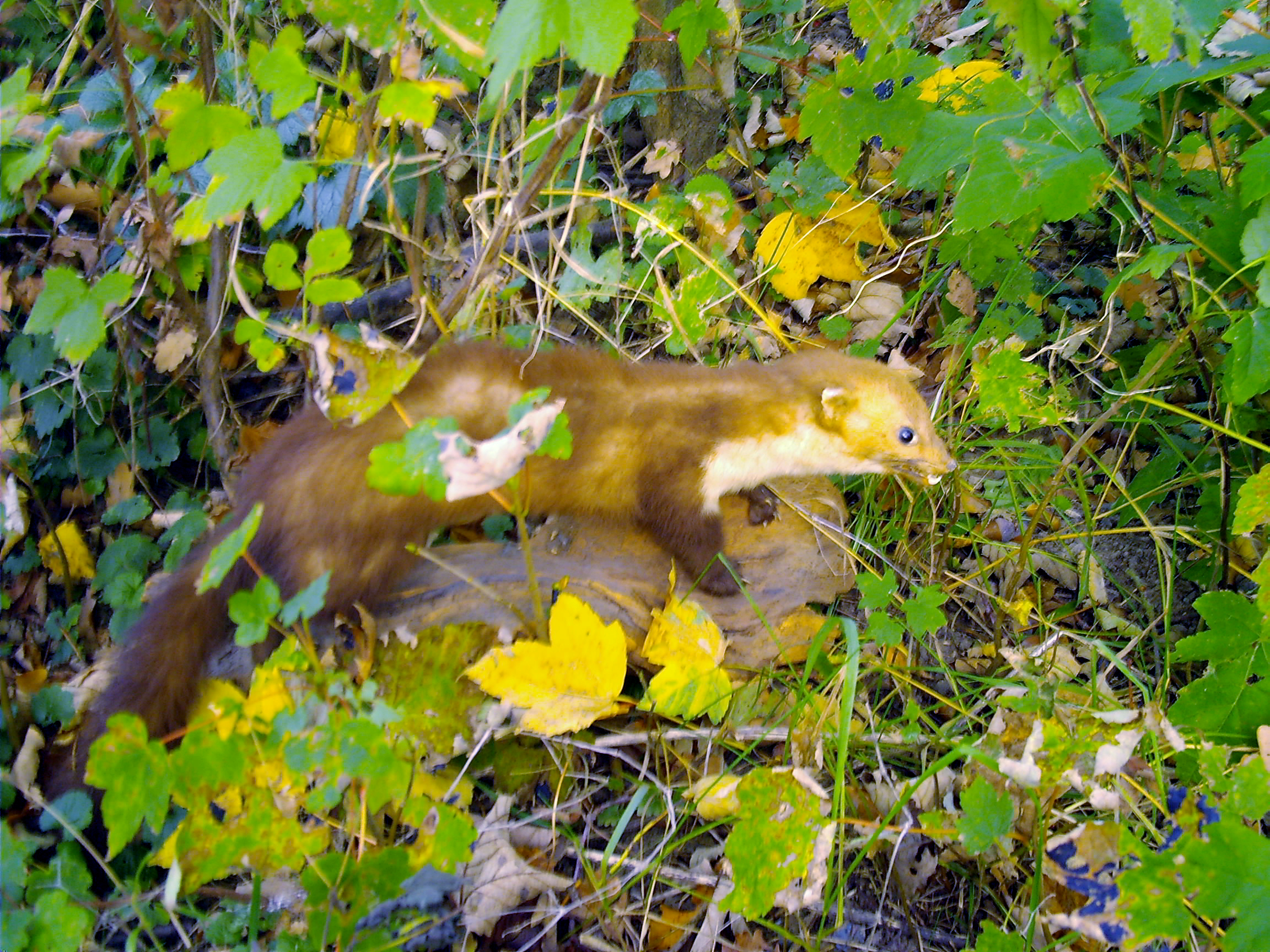
Fagina

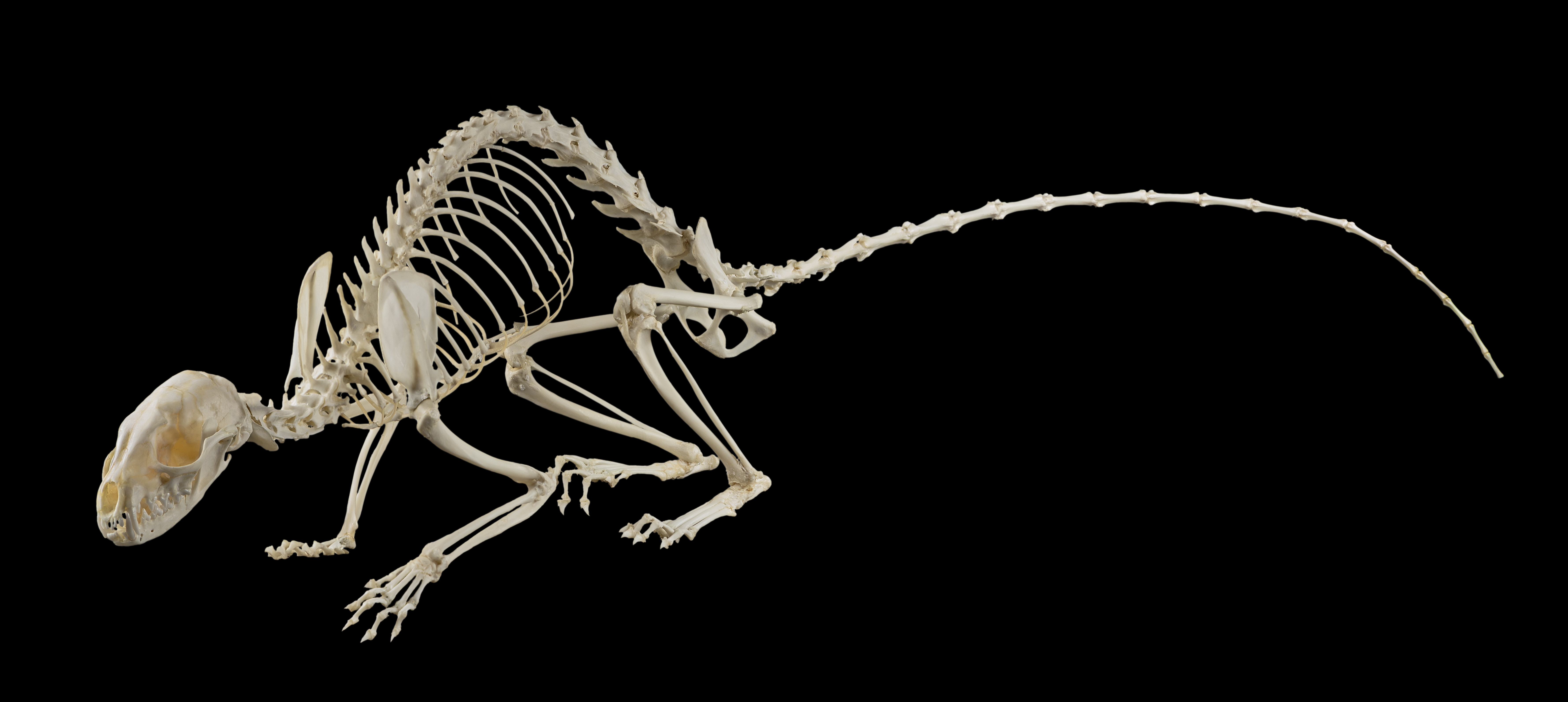
Esquelet

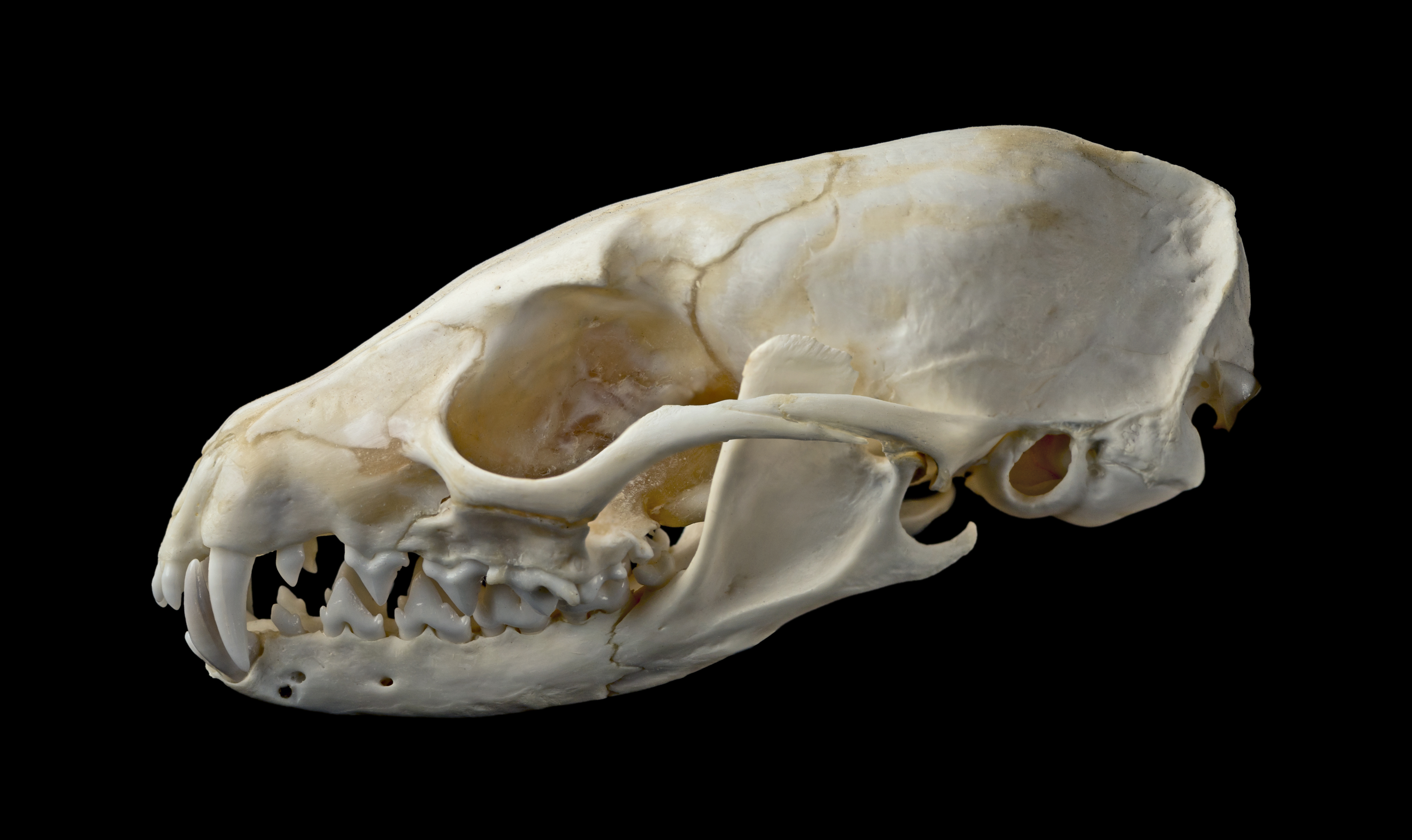
Crani

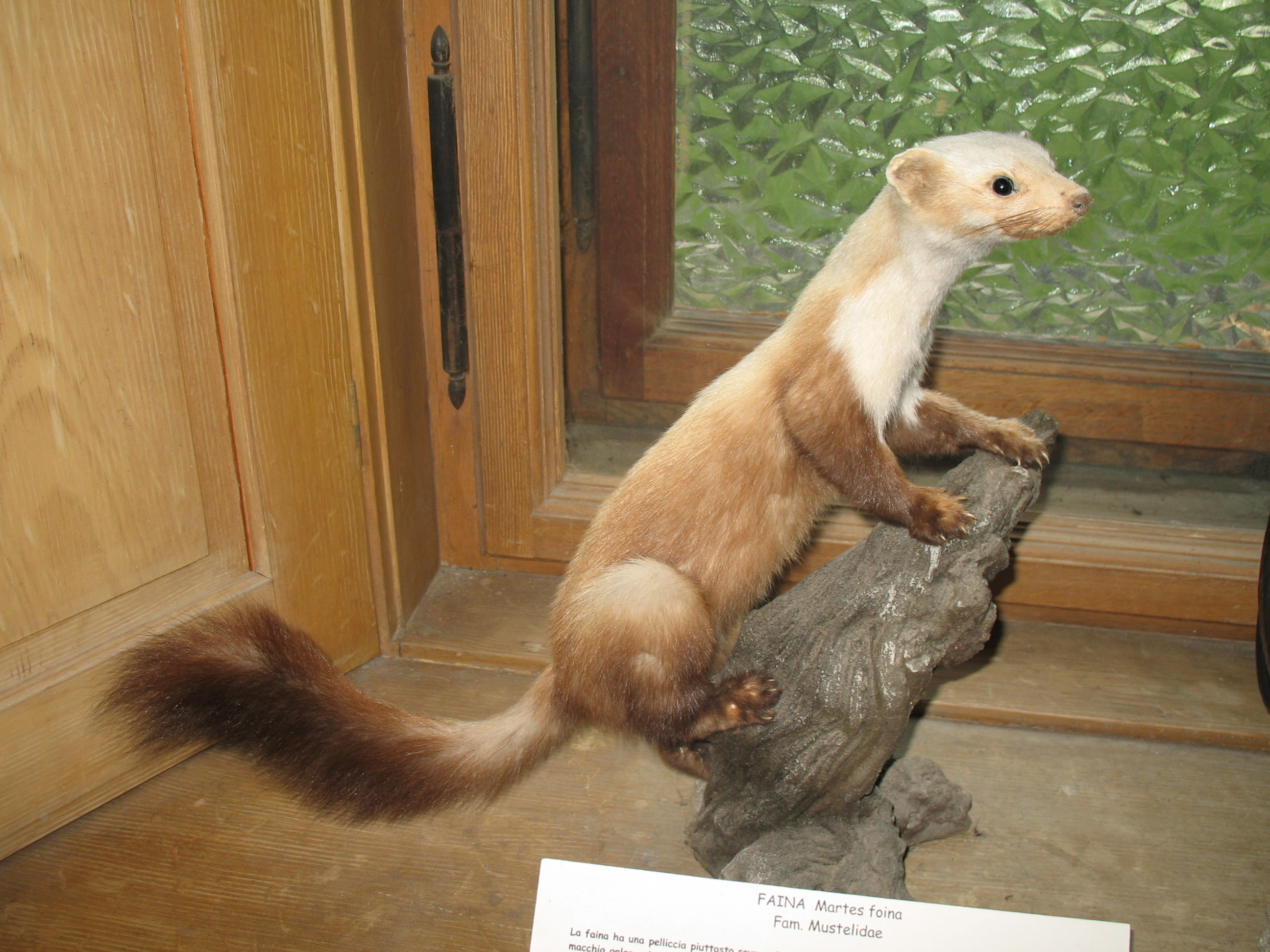
Fagina al museu de Gressoney-Saint-Jean

En estat adult la fagina fa entre 40 i 50 cm de longitud, la cua fa entre 21 i 27 centímetres, i el seu pes és d'1-2 kg. Molt semblant a la marta (Martes martes), no en va tenen avantpassats comuns, però és lleugerament més camacurt i corpulenta, té el musell més camús i les orelles més petites, i es distingeix d'aquella pel seu pitet de color blanc que s'obre en forquilla cap a les extremitats davanteres. Té una excel·lent oïda i molt bona vista i olfacte.
- Té una llargada de 42 a 56 cm i una cua de 20 a 30 cm[3]
- Pesa fins a 2 kg.
- El seu pelatge marró té una marca en forma de forca a la zona de la gola, que la distingeix de la marta (Martes martes), la marca de la qual és més cremosa i arrodonida.

## Ecologia
Viu en zones molt assolellades, normalment prats i zones muntanyoses i rocalloses amb poca vegetació. S'ha adaptat a llocs on viu l'home i caça en granges, però també es pot trobar en boscos com alzinars. Es troba des de Dinamarca, la península Ibèrica i Itàlia fins a Mongòlia i l'Himàlaia, incloent-hi les illes de Creta, Rodes i Corfú. N'hi ha, també, una població establerta a Wisconsin (Estats Units) fundada per individus fugits del comerç de mascotes. A la península Ibèrica se'n troba al nord del Principat de Catalunya, Àlaba, Càceres i Granada. No viu ni a les Balears ni a les illes Canàries.

## Etologia
Molt sovint viu sola al seu cau (un forat entre roques, en un arbre o ocupat anteriorment per un altre animal), marca el seu territori que, normalment, és de 80 hectàrees i és bàsicament nocturna i silenciosa. S'alimenta de petits mamífers, ocells, ous, fruita i mel.
Les fagines esdevenen sexualment madures entre els 18 mesos i els 3 anys. La fagina té dues èpoques de reproducció anuals, la primera durant el mes de febrer i l'altra entre juny i agost. La primera època, al mig de l'hivern, no es reprodueix. Durant l'eixida veritable, els mascles es barallen i xisclen, recorren llargues distàncies fins a trobar una femella. Aquest període d'eixida dura uns 15 dies. La femella retindrà els espermatozoides vius del mascle dintre seu fins, si fa no fa, el mes de gener a causa de la implantació retardada. Té una gestació de 56 dies. Cria a partir del mes de març en coves o bé sota les cavitats dels blocs de pedres. Pot tenir d'entre 3 a 7 cries. Les alimenten gràcies a llurs quatre glàndules mamàries.

## Subespècies
- M. f. bosniaca (Brass, 1911).[9] Euràsia[10]
- M. f. bunites (Bate, 1906).[11] Creta[12]
- M. f. foina (Erxleben, 1777).[13] Europa i sud-oest d'Àsia[12]
- M. f. intermedia (Severtzov, 1873).[14] Àsia central[12]
- M. f. kozlovi (Ogniov, 1931).[15] Est del Tibet[12]
- M. f. mediterranea (Barrett-Hamilton, 1898).[16] Península Ibèrica[12]
- M. f. milleri (Festa, 1914).[17] Illa de Rodes[12]
- M. f. nehringi (Satunin, 1906).[18] Caucas[12]
- M. f. rosanowi (Martino i Martino, 1917).[19] Crimea[12]
- M. f. syriaca (Nehring, 1902).[20] Síria[12]
- M. f. toufoeus (Hodgson, 1842).[21] Euràsia[10][22]